# Keloğlan

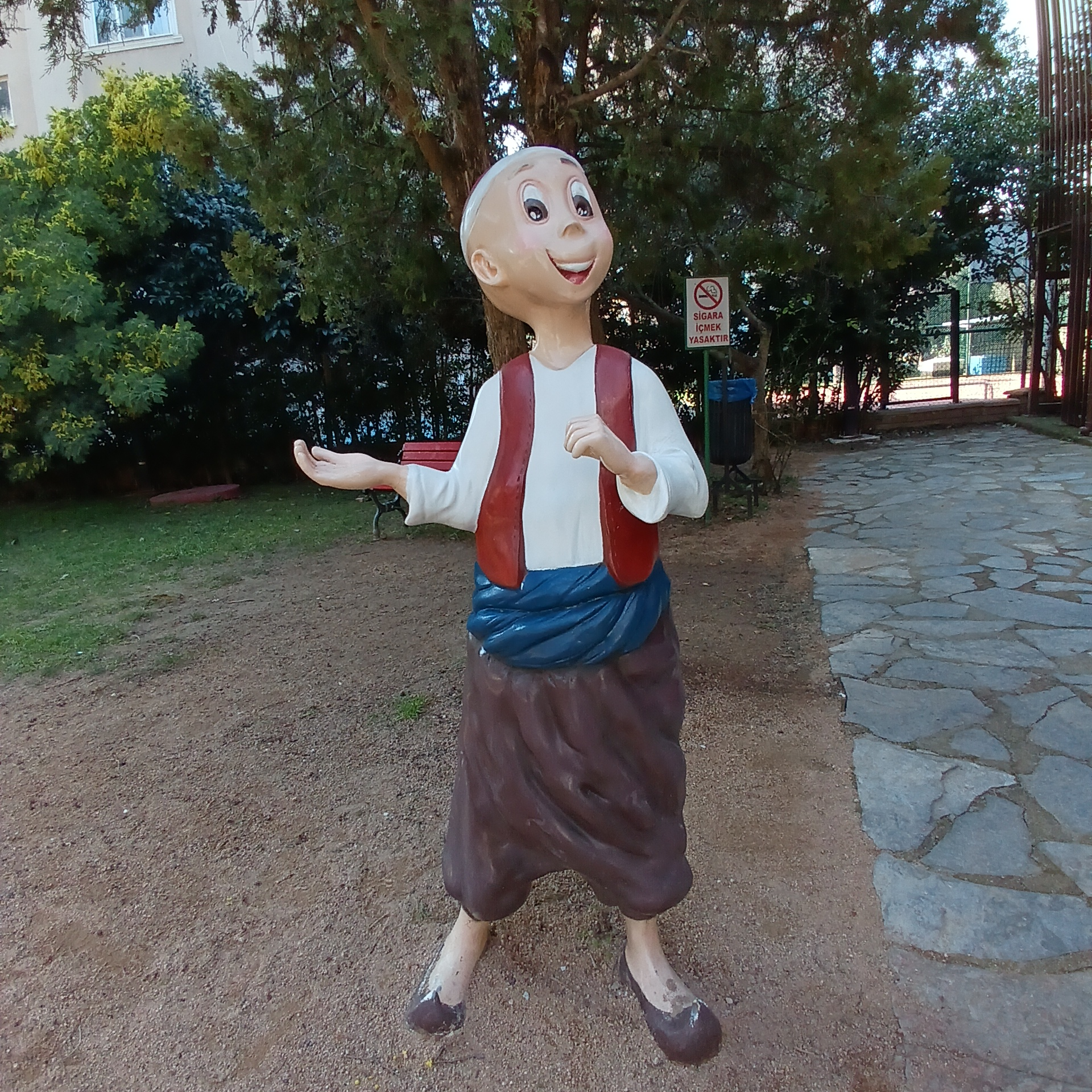

Keloğlan (letteralmente "ragazzo calvo") è un personaggio del folclore e della letteratura della Turchia, presente come eroe in numerose fiabe anatoliche.

## Descrizione
Nelle fiabe turche, Keloğlan un ragazzo che vive con la povera madre.
Viene descritto come un ragazzo intelligente, forte ed eroico (anche se talvolta codardo), che riesce sempre a trovare delle soluzioni ai problemi e che combatte contro i mostri.

## Keloğlan nella cultura di massa

### Danza
- Keloğlan è un balletto con musiche di Ulvi Cemal Erkin e coreografato nella sua prima rappresentazione da Ninette de Valois[3]

### Cinema
- Keloğlan è un film turco del 1948, diretto da Vedat Örfi Bengü [4]
- Keloğlan è un film turco del 1965, diretto da Yavuz Yalinkiliç [5]
- Keloğlan è un film turco del 1971, diretto da Süreyya Duru [6]
- Keloğlan aramızda è un film turco del 1971 diretto da Sirri Gültekin[7]
- Keloglan ile Cankız è un film turco del 1972, diretto da Metin Erksan [8]
- Keloğlan iş başında  è un film turco del 1975, diretto da Nuri Ergün [9]
- Keloğlan Karaprens'e karşı  è un film turco del 2008 diretto da Tayfun Güneyer[10]

### Televisione
- Keloğlan è una miniserie televisiva turca, trasmessa nel 2003[11]
- Keloğlan è una miniserie televisiva turca, trasmessa nel 2006[12]